# Contea di Huangmei
La contea di Huangmei (黄梅县S, Huángméi  XiànP) è una contea della Cina, situata nella provincia di Hubei e amministrata dalla prefettura di Huanggang.